# Харун, Махамат Салех
Махамат Салех Харун (р. 1961, Абеше или Нджамена) — чадский кинорежиссёр, сценарист и продюсер, живущий во Франции.

## Биография
Родился в Африке, в семье дипломата. Большое влияние на будущего режиссёра оказала бабушка, превосходная рассказчица. Махамат познакомился с кинематографом в возрасте восьми лет. В 1982 г., после ранения во время одного из вооружённых столкновений, через Камерун и Китай он уехал в Европу. Изучал кинодело в Париже и журналистику в Бордо. Пять лет проработал в печатных изданиях и на радио, прежде чем создать свою студию Les Productions de la Lanterne (букв. «Производство Фонаря»). Был одним из основных участников «Африканской гильдии режиссёров и продюсеров».
Харун начал карьеру режиссёра с ряда документальных и художественных короткометражных фильмов. Наибольший интерес из них, по мнению кинокритика Р. Армса, представляет документальный фильм «Сотигуи Куйяте» о знаменитом малийско-бурки́нском актёре. Свои первые достижения Харун обобщил в первом полнометражном фильме «До свидания, Африка», который являет собой смешение реального и вымышленного в содержании, чёрно-белого и цветного в реализации.
Второе крупное творение Харуна — полностью художественный фильм «Наш отец», посвящённый семье эмигранта. Нравоучительность фильма компенсируется хорошим чувством стиля, вниманием к «гармонии цвета» (режиссёр привлёк к сотрудничеству своего друга, художника Кадера Бадави). Ещё один фильм, «Сухой сезон», поднимающий проблему мести и прощения, встретил признание на европейском уровне, но российские критики сочли его слишком прямолинейным и даже «топорным».
В 2008 г. появляется комедия «Секс, гомбо и солёное масло», повествующая об испытаниях, выпавших на долю пожилого иммигранта, а в 2010 — драма «Кричащий человек». За этот фильм режиссёр удостоился бурных аплодисментов в Каннах и сравнения с Шекспиром.

## Фильмография
- 1994 : Maral Tanié
- 1995 : Bord’ Africa
- 1995 : Goï-Goï
- 1996 : Sotigui Kouyate
- 1997 : B 400
- 1999 : Bye Bye Africa («До свидания, Африка»)
- 2001 : Letter from New York City
- 2002 : Abouna («Наш отец»)
- 2005 : Kalala
- 2006 : Daratt («Сухой сезон»)
- 2008 : Sexe, Gombo et beurre salé («Секс, гомбо и солёное масло»)
- 2010: Un homme qui crie («Кричащий человек»)
- 2013: Grigris («Григри»)
- 2016: Hissein Habré, une tragédie tchadienne («Хиссен Хабре»)
- 2021: Lingui, les liens sacrés

## Награды
- 2006 — Венецианский кинофестиваль (специальный приз)
- 2007 — Фестиваль кино и телевидения стран Африки в Уагадугу (третья премия и приз за лучшую кинематографию)
- 2010 — Каннский кинофестиваль 2010 (приз жюри)
- 2011 — Фестиваль кино и телевидения стран Африки в Уагадугу (вторая премия)